# Gephyrota glauca
Gephyrota glauca är en spindelart som först beskrevs av Jean-François Jézéquel 1966.  Gephyrota glauca ingår i släktet Gephyrota och familjen snabblöparspindlar.
Artens utbredningsområde är Elfenbenskusten. Inga underarter finns listade i Catalogue of Life.